# 中国长城博物馆
中国长城博物馆是一座全面反映长城历史和文化的专题博物馆，位于北京市延庆区八达岭，1994年9月6日建成开馆，正式对外开放。中国长城博物馆馆舍外观为火式烽火台连体建筑，建筑面积4000余平方米，使用面积3200平方米。布置有“历代长城”、“明代长城”、“建置武备”、“长城征战”、“经济文化交流”、“民族艺术宝库”、“爱我中华，修我长城”、“名胜之首，友谊长虹”等八个基本陈列。